# Пояна (Делень, Ясси)
Пояна (рум. Poiana) — село у повіті Ясси в Румунії. Входить до складу комуни Делень.
Село розташоване на відстані 344 км на північ від Бухареста, 66 км на північний захід від Ясс.

## Населення
За даними перепису населення 2002 року у селі проживали 1228 осіб, усі — румуни. Усі жителі села рідною мовою назвали румунську.